# Fürstlich Oettingen-Spielbergsches Archiv Harburg
Das Fürstlich Oettingen-Spielbergsche Archiv Harburg (FÖSAH) ist das Archiv des Adelshauses Oettingen-Spielberg. Es befindet sich seit dem Jahr 1991 auf Schloss Harburg. Zuvor befand es sich im Schloss Oettingen. Zusammen mit dem Fürstlich Oettingen-Wallersteinschen Archiv Harburg (FÖWAH), welches sich auch auf Schloss Harburg befindet, bildet das Harburger Gesamtarchiv mit rund 15.000 Urkunden und 5.000 Regalmetern anderer Archivalien eines der größten deutschen Privatarchive.

## Bestände
Das FÖSAH enthält folgende Bestände:
- Urkundenarchiv (13. Jahrhundert bis 1806)
  - Kaiserliche und königliche Privilegien
  - Lehenurkunden
  - Privaturkunden
- Amtsbücher
  - Lagerbücher
  - Protokolle
- Rechnungsarchiv
- Aktenarchiv
  - Hausakten
  - Lehenakten
  - Regierungsakten
  - Konsitorialakten
- Graphische Sammlung
  - Karten und Pläne
  - Bilder
  - Ortsansichten
  - Petschaften
  - Siegeltypare
- Archivalien aus Fremdbeständen
  - Brandenburg-Ansbachisches Klosteramt Auhausen
  - Herrschaft Schwendi und Großschafhausen in Württemberg